# Dan Muys
Pour les articles homonymes, voir Muys.
Dan Muys, né le 25 décembre 1970 dans le quartier de Copetown (en) à Hamilton, est un homme politique canadien.
Sous la bannière du Parti conservateur, il est, depuis 2021, député à la Chambre des communes représentant la circonscription de Flamborough—Glanbrook puis de Flamborough—Glanbrook—Brant-Nord après son renommage.

## Biographie
Originaire du quartier de Copetown (en) à Hamilton, Muys est candidat du parti conservateur dans la circonscription de Flamborough—Glanbrook en vue des élections canadiennes de 2021. Il affronte alors le libéral Vito Sgro et le néo-démocrate Lorne Newick. Le soir de l'élection, Muys remporte la course. Avant son entrée au parlement, il a travaillé pendant 30 ans en politique.
Il est réélu lors des élections d'avril 2025 dans la circonscription modifiée et renommée Flamborough—Glanbrook—Brant-Nord.